# Lorenzo (Texas)
Lorenzo város az USA Texas államának Crosby megyéjében. Lakosainak száma 964 fő (2020. április 1.).

## Népesség
A település népességének változása:

| 2010 | 1 147 |
| 2020 | 964   |